# インセイン刑務所

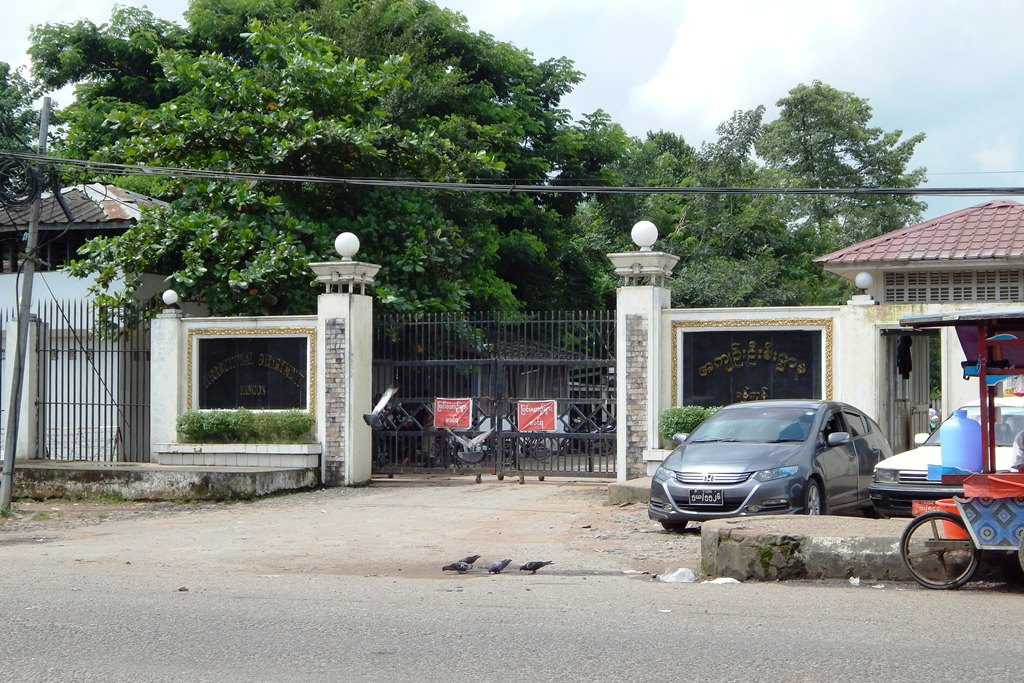
インセイン刑務所の正門

インセイン刑務所（英語: Insein Prison）は、ミャンマーの元首都、ヤンゴン郊外に位置する刑務所。
ミャンマーの民主運動指導者であるアウンサンスーチーが収容されたことで知られるほか、ミャンマーの軍事政権に従わない多くの政治犯や活動家が収容されている。また、所内は劣悪な衛生状態となっており、拷問や虐待なども日常的に行われていることから、アムネスティ・インターナショナルには強く批判されている。
2008年5月3日、ミャンマー国内をサイクロンが襲い、本刑務所も強風の被害にさらされた結果、1500人余りの囚人は第一棟に閉じ込められ、暴動が発生して所内の一部が放火された。この事態に対してミャンマー軍や暴動鎮圧隊が発砲した結果、36人が死亡して70人余りが負傷した。その後、98人が懲罰房に入れられ、さらに4人が拷問で死亡している。

## 囚人
2008年現在、約1500人が収容されている。

### 著名な囚人
- アウンサンスーチー（民主化運動家）
- ウィン・アウン（軍人、元外務大臣）
- ウィン・ティン（ジャーナリスト、国民民主連盟設立者）
- ティンチョー（民主化運動家、大統領）